# Doll Domination
Doll Domination – drugi album studyjny nagrany przez amerykański girlsband Pussycat Dolls. Album wyprodukowany m.in. przez Timbalanda, ukazał się na rynku muzycznym dnia 22 września 2008 nakładem wytwórni Universal Music. Płyta zadebiutowała na 4. miejscu notowania Billboard 200 z liczbą 79 tys. sprzedanych egzemplarzy w pierwszym tygodniu.

## Informacje o albumie
MTV początkowo poinformowało, że album będzie nosił nazwę "To Those Who Wait" ale później zespół w wywiadzie oznajmił, że ze względu na wiele wiadomości od fanów tytuł zmieniono na Doll Domination. Oficjalnym singlem promującym płytę jest utwór "When I Grow Up" wydany w systemie digital download dnia 27 maja 2008 w Stanach Zjednoczonych. Jest to pierwsza kompozycja zespołu nagrana bez udziału Carmit Bachar, wieloletniej członkini grupy, jednej z założycielek girlsbandu.

## Lista utworów

### Dysk 1
1. When I Grow Up
2. Bottle Pop (featuring Snoop Dogg)
3. Whatcha Think About That (featuring Missy Elliott)
4. I Hate This Part
5. Takin' Over the World
6. Out of This Club
7. Who's Gonna Love You
8. Happily Never After
9. Magic
10. Halo
11. In Person
12. Elevator
13. Hush Hush
14. Love the Way You Love Me
15. Whatchamacallit
16. I'm Done

### Dysk 2Doll Domination: Deluxe Edition
1. If I Was a Man (Jessica Sutta)
2. Space (Melody Thornton)
3. Don't Wanna Fall in Love (Kimberly Wyatt)
4. Played (Ashley Roberts)
5. Until U Love U (Nicole Scherzinger)
6. Baby Love
7. Perhaps, Perhaps, Perhaps

## Reedycje

### Australijska reedycja – Doll Domination 2.0
Doll Domination 2.0 to reedycja płyty Doll Domination zespołu Pussycat Dolls wydana wyłącznie w Australii, 24 kwietnia 2009, nakładem Interscope Records. Płyta zawiera 10 utworów, 6 z oryginalnego albumu oraz remiks Hush Hush, Jai Ho (You Are My Destiny), Top of the World i Painted Windows.

#### Lista utworów
| Lp  | Tytuł                       | Czas |
| --- | --------------------------- | ---- |
| 1.  | Jai Ho (You Are My Destiny) | 3:46 |
| 2.  | Top of the World            | 3:31 |
| 3.  | Hush Hush; Hush Hush        | 4:13 |
| 4.  | Painted Windows             | 3:34 |
| 5.  | When I Grow Up              | 4:04 |
| 6.  | I Hate This Part            | 3:39 |
| 7.  | Bottle Pop                  | 3:30 |
| 8.  | Halo                        | 5:24 |
| 9.  | Takin' Over the World       | 3:34 |
| 10. | I'm Done                    | 3:18 |

| Lista                   | Pozycja |
| ----------------------- | ------- |
| Australia Albums Top 50 | 8       |

### Brytyjska reedycja – Doll Domination 3.0
Doll Domination 3.0 to ostatnia wersja albumu, która została wydana 10 sierpnia 2009, wyłącznie w Wielkiej Brytanii, nakładem Polydor. Na albumie znajdują się wszystkie utwory z Doll Domination a ponadto Painted Windows, Jai Ho (You Are My Destiny) a także Hush Hush; Hush Hush
.

#### Lista utworów
| L.p | Tytuł                                              | Czas |
| --- | -------------------------------------------------- | ---- |
| 1.  | When I Grow Up                                     | 4:04 |
| 2.  | Bottle Pop → (feat. Snoop Dogg)                    | 3:30 |
| 3.  | Whatcha Think About That → (feat. Missy Elliott)   | 3:48 |
| 4.  | I Hate This Part                                   | 3:39 |
| 5.  | Takin' Over the World                              | 3:34 |
| 6.  | Hush Hush; Hush Hush                               | 4:13 |
| 7.  | Out Of This Club → (feat. Polow da Don & R. Kelly) | 4:08 |
| 8.  | Who's Gonna Love You                               | 4:00 |
| 9.  | Happily Never After                                | 4:49 |
| 10. | Magic                                              | 3:41 |
| 11. | Jai Ho (You Are My Destiny) → (feat. A.R. Rahman)  | 3:46 |
| 12. | Halo                                               | 5:24 |
| 13. | In Person                                          | 3:36 |
| 14. | Elevator                                           | 3:41 |
| 15. | Hush Hush                                          | 3:48 |
| 16. | Love The Way You Love Me                           | 3:21 |
| 17. | Whatchamacallit                                    | 3:20 |
| 18. | Painted Windows                                    | 3:34 |
| 19. | I'm Done                                           | 3:18 |
| 20. | Perhaps Perhaps Perhaps                            | 2:14 |

### Polska reedycja
Polska reedycja płyty została wydana 24 kwietnia 2009, nakładem Universal Music Polska. Album zawiera 15 utworów z Doll Domination oraz trzy dodatkowe utwory takie jak: Jai Ho (You Are My Destiny), Top Of The World a także Painted Windows.

#### Lista utworów
| L.p | Tytuł                                              | Czas |
| --- | -------------------------------------------------- | ---- |
| 1.  | When I Grow Up                                     | 4:04 |
| 2.  | Bottle Pop → (feat. Snoop Dogg)                    | 3:30 |
| 3.  | Whatcha Think About That → (feat. Missy Elliott)   | 3:48 |
| 4.  | I Hate This Part                                   | 3:39 |
| 5.  | Takin' Over the World                              | 3:34 |
| 6.  | Out Of This Club → (feat. Polow da Don & R. Kelly) | 4:08 |
| 7.  | Who's Gonna Love You                               | 4:00 |
| 8.  | Happily Never After                                | 4:49 |
| 9.  | Magic                                              | 3:41 |
| 10. | Halo                                               | 5:24 |
| 11. | Elevator                                           | 3:41 |
| 12. | Hush Hush                                          | 3:48 |
| 13. | Love The Way You Love Me                           | 3:21 |
| 14. | Whatchamacallit                                    | 3:20 |
| 15. | I'm Done                                           | 3:18 |
| 16. | Jai Ho (You Are My Destiny) → (feat. A.R. Rahman)  | 3:46 |
| 17. | Top Of The World                                   | 3:31 |
| 18. | Painted Windows                                    | 3:34 |

## Pozycje na listach
| Lista (2008)                    | Pozycja |
| ------------------------------- | ------- |
| Australian Albums Chart         | 4       |
| Austrian Albums Chart           | 16      |
| Belgium Albums Chart (Flanders) | 17      |
| Belgium Albums Chart (Wallonia) | 22      |
| Canadian Albums Chart           | 3       |
| Dutch Albums Chart              | 24      |
| European Albums Chart           | 8       |
| Finland Albums Chart            | 38      |
| French Albums Chart             | 16      |
| German Albums Chart             | 10      |
| Japan Albums Chart              | 1       |
| Irish Albums Chart              | 6       |
| Mexican Albums Chart            | 55      |
| New Zealand Albums Chart        | 8       |
| Polish Albums Chart             | 32      |
| Portugal Albums Chart           | 25      |
| Russian Albums Chart            | 1       |
| Spanish Albums Chart            | 38      |
| Swiss Albums Chart              | 7       |
| Taiwanese Albums Chart          | 1       |
| UK Albums Chart                 | 4       |
| U.S. Billboard 200              | 4       |

| Kraj            | Certyfikat |
| --------------- | ---------- |
| Australia       | Platyna    |
| Belgia          | Srebro     |
| Kanada          | Platyna    |
| Francja         | Złoto      |
| Niemcy          | Złoto      |
| Irlandia        | Platyna    |
| Rosja           | Platyna    |
| Szwajcaria      | Złoto      |
| Wielka Brytania | Złoto      |